# Siege
Siege foi uma banda estadunidense de thrashcore/power violence que durou entre os períodos de 1983 a 1985 e 1991 a 1992. Inicialmente foi das primeiras bandas de hardcore punk extremo da época, possuía uma sonoridade mais rápida e mais pesada que as demais bandas do gênero, com mudanças de acordes, vocal agressivo e bateria no estilo blast beats, logo foi classificada como thrashcore, com isso serviram de influência para bandas do cenário grindcore, que mais tarde desenvolveriam paralelamente o metal extremo. Embora tenha sido uma banda pouco conhecida e com uma carreira curta durante a sua existência, bandas como Napalm Death citaram o grupo como uma de suas influências e até mesmo a banda Dropdead cujo nome homônimo foi derivado do título da primeira demo que banda lançou.

## História

### Formação e início (1981–1984)
Então adolescentes, os membros do que se tornaria o Siege começaram a tocar juntos em 1981, em Weymouth (Massachusetts).  O guitarrista Kurt Habelt, o baxista Hank McNamee, e o baterista Rob Williams, apenas ensaiavam informalmente antes de completarem a formação original do Siege em 1983 com o recrutamento do vocalista e saxofonista ocasionalmente, Kevin Mahoney da cidade próxima, Braintree.
Auto-descritos como uma punk da "segunda geração", citam bandas de hardcore punk e New Wave of British Heavy Metal, aliados ao desejo de tocarem ainda mais rápido que suas influências.  O primeiro show oficial foi numa competição de bandas no colégio Weymouth, no início de 1984 mas foram desclassificados por obcenidades e por McNamee arrebentar seu baixo no palco.

## Membros da banda

### Membros originais
- Kevin Mahoney - vocal, saxofone
- Kurt Habelt - guitarra
- Hank McNamee - baixo
- Rob Williams - bateria

### Reunião da banda
- Seth Putnam - vocal
- Kurt Habelt - guitarra
- Hank McNamee - baixo
- Rob Williams - bateria

### Membros atuais
- Kurt Habelt – guitarra (1981–1985, 1991–1992, 2016–presente)
- Rob Williams – bateria (1981–1985, 1991–1992, 2016–presente)
- Chris Leamy – guitarra (2016–2018), baixo (2018–presente)
- Mark Fields – vocais (2016–presente)
- Ben Barnett – guitarra (2018–presente)
- Mario Travers – guitarra (2018–presente)

## Discografia

### Demos
- Drop Dead (1984) (Cassette, Self Released)

### Álbuns
- Drop Dead (1994) (CD)
- Drop Dead (2004) (12")
- Drop Dead (2006) (12")
- Drop Dead (2006) (CD)

### Compilações
- Cleanse the Bacteria (1985) (12")
- 13 Bands That Think You're Gay (2004) (12")

### Álbuns não-oficiais
- 1985 - Larmattacke Vol. 3 (Cassette)
- 1989 - Drop Dead (7") (Demo '84 Tracks)
- 1990 - Drop Dead (7") (Demo '84 Tracks)
- 1991 - Drop Dead (CD) (Demo 84' + Cleanse The Bacteria Comp Tracks)
- 1992 - Siege / Deep Wound Split (7")
- 1992 - Pusmort View (CD)
- 1993 - Nation Of Pain (7")
- 1993 - In Crust We Trust Compilation (CD)
- 1994 - A Time We'll Remember #7 Compilation (CD)
- 1995 - Destroy Power, Not People Compilation (7")
- 1996 - Network Of Friends Compilation (CD)
- 2001 - Siege / Stark Raving Mad / D.R.I. Split (CDr)
- 2004 - Older Than Old School Compilation (CDr)
- 2004 - Siege / Lip Cream Split (12")